# 閻浮提
閻浮提（えんぶだい、サンスクリット語: जम्बुद्वीप、Jambudvīpa）とは、古代インドの世界観における人間が住む大陸。
インドの伝統的な世界はメール山を中心とするが、その四方に大陸（島）があってその一つとする説と、メール山の周りに同心円状に大陸が並び、その中心にあたる大陸とする説がある。仏教では須弥山の周囲にある4つの大陸（四大洲）の1つ。
サンスクリットではジャンブドヴィーパといい、文字通りには「ジャンブ（ムラサキフトモモ）の島」を意味する。「ジャンブ」は「ジャンブー」と伸ばされることもある。閻浮提はその音訳である。

## 叙事詩とプラーナ

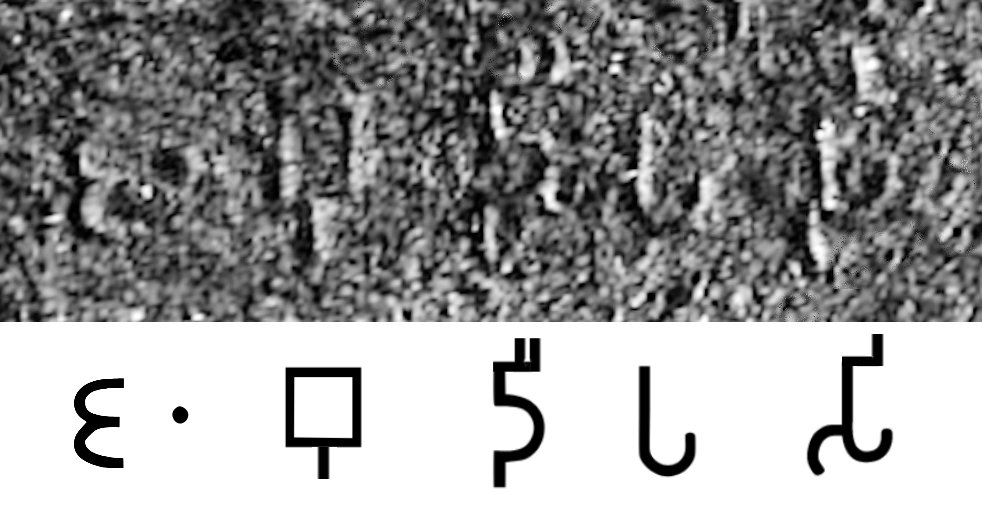
アショーカ王の小法勅に見えるジャンブディーパシ（=ジャンブドヴィーパ）はインドを意味する

『マハーバーラタ』巻6によると、メール山の周辺には4つの島があり、そのひとつがジャンブドヴィーパである（他の3つはバドラーシュヴァ、ケートゥマーラ、ウッタラクル）。ジャンブドヴィーパはウサギに似た形をしている。東西方向に6つの山脈が走り、その一番南のものがヒマヴァット（ヒマラヤ山脈）である。山脈によって世界は南北7つのヴァルシャに別れ、その一番南のものがバーラタヴァルシャ（インド亜大陸）である。
プラーナ文献ではメール山の東西南北に4つの島があり、南の島をジャンブドヴィーパとするものと、メール山を中心として同心円状に7つの島があって、その一番内側がジャンブドヴィーパとするもの（たとえば『マールカンデーヤ・プラーナ』54）がある。
ジャンブドヴィーパのうちヒマラヤから南の部分、すなわちインド亜大陸をバーラタヴァルシャと呼ぶが、インドの文献では時にジャンブドヴィーパとバーラタヴァルシャを区別せずに使用することがある。

## ジャイナ教
ジャイナ教では世界は下界・中界・上界の三界からなり、うち中界は円筒形をしている。中心にメール山があって、その周りを同心円状に15の島が取り巻いている。中央の島がジャンブドヴィーパである。ジャンブドヴィーパは東西に走る6つの山脈によって南北7つの黄帯（クシェートラ）に分けられ、その南端のものがバーラタ・クシェートラである。

## 仏教における閻浮提
四大洲のうち、南に位置する三角形の大陸をジャンブドヴィーパ（閻浮提）と呼ぶ。玄奘以降の新訳では贍部洲（せんぶしゅう）と訳される。また、南方にあることから、南閻浮提（なんえんぶだい）、南贍部洲（なんせんぶしゅう）ともされる。
大きな森があり、そこに閻浮（Jambu）樹と呼ばれる常緑の大きな木があることから閻浮提とよばれる。インドの地をモデルにしたもので、雪山（Himavat、せつせん）という山の頂にアナヴァタプタ（Anavatapta）という名前の池（阿耨達池: あのくだっち）があり、四方に大きな川が流れる。その後、現在人間が住む世界を指すようになった。
東にはヴィデーハという名前の大陸（Pūrvavidehadvīpa、弗婆提: ほつばだい、東勝身洲: とうしょうしんしゅう）、西にはゴーダーニーヤという名前の大陸（Aparagodānīyadvīpa、瞿陀尼: くだに、西牛貨洲: さいごけしゅう）、北方にはクルという名前の大陸（Uttarakurudvīpa、鬱単越: うったんおつ、北倶盧洲: ほっくるしゅう）がある。